# Dorin Coltofeanu
Dorin Coltofeanu (n. 20 august 1950, Întorsura Buzăului, Covasna), pictor român.

## Studii
- 1979 A absolvit Academia de Artă din București, Specialitatea Pictură, la clasa profesorului Corneliu Baba
- Este membru titular al Uniunii Artiștilor Plastici
- Între 1979-2007 participă la majoritatea expozițiilor organizate de Uniunea Artiștilor Plastici

## Expoziții personale
- 1986 Academia di Romania, Roma
- 1995 Galeria Simeza, București
- 1998 Galeria Orizont, București
- 1999 Casa de Cultură „Friederich Schiller”, București
- 2000 Galeria Simeza, București
- 2002 Galeria Simeza, București
- 2005 Galeria Etalon, Râmnicu Vâlcea
- 2006 Institutul Cultural Român, Tel-Aviv
- 2007 Turn B.R.D., București

## Expoziții de grup în străinătate
- 1994 The Marlow Theater, Canterbury, Marea Britanie
- 1996 Farrera, Spania
- 1998 Val d' Aneu, Spania
- 1999 Sort, Spania
- 2001 Stockolm, Suedia
- 2002 Sodertalje, Suedia
- 2005 Viena; Belgrad ; Bruxelles
- 2006 Kiev; Sankt Petersburg
- 2007 Alma-ata; Karaganda; Astana; Bishkek; Sverdlousk; Novosibirsk; Krasnoiarsk; Irkutk; Habarovsk; Vladivostok; Sankt Petersburg; Moscova
- 2007 Expoziție organizată de U.N.E.S.C.O., Paris
- 2009 Expoziție Internațională, Ankara

## Aprecieri
„Pictura lui Dorin Coltofeanu e liniște în substanțialitatea ei (...) La primitivii italieni, la un Giotto, Masaccio, Uccello, Piero della Francesca, pentru a cita pe scurt, mai întâlnim o asemenea liniște a formei, o corporalitate compactă, o solemnitate a figurilor incompatibile cu dinamizarile numeroase care au arat pe teritoriul artelor plastice de atunci și până astăzi (...) Privindu-i lucrările ne umplem de ritmuri, de armonii subtile, ne izolăm de tumult, ne ridicăm pe inălțimile unei creații de unde se zărește ceva mai mult decât ne așteptăm, un fel de semn, ceva ca o întorsătură, ca o pregătire pentru un pas viitor”. (Ruxandra Garofeanu)
*„Dorin Coltofeanu este un maestru al sugestiei în absentia, al impregnării obiectelor alese cu grija de o aură magică, prevestitoare și incitantă pentru contemplator. Să le privim cu încântare, ca făcând parte din ființa noastră secretă”. (Gheorghe Vida)

„În naturile sale statice, Coltofeanu ne demonstrează concepția sa aproape mistică față de obiecte. Pictorul ne propune, prin insolita lui aventură creativă, o filosofie sui-generis a facerii continue, precum schivnicul care, în însingurarea lui, este înconjurat de plăsmuiri care, sub vremelnicia unor forme materiale, poarta duhul lumii purificate”. (Corneliu Antim)
„Pictura lui Coltofeanu e mai degrabă expresia unui vis de la care începe și unde se sfârșește spiritul, o lume care însa refuză durerea eroică, dar și împăcarea înfricoșată cu moartea”''. (Nicolae Macovei)
„Pictura lui Dorin Coltofeanu pune în evidență o lume purificată de profan, valorificată de o lumină cerească care trăiește în fiecare dintre lucrările sale, apropiată de lumina stării extatice din doctrina misticilor. Gamele cromatice calde pe care artistul le folosește, maniera plină de finețe în care își conturează picturile sporesc hieraticul acestui univers simplificat profund prin sacralizare. Ceea ce atrage atenția sunt personajele picturilor, ființe stilizate, diafane, alungite, cu privirea încețoșată, susținându-și individualitatea tocmai prin asemănare. Femeia cu umbrela, bărbatul legat la ochi, omul ale cărui picioare sunt doua roți, fetița cu papușa, baiatul cu coif devin adevarate simboluri ce propun un fel de revelație spirituală în lucrări ca Joc 1, 2, Vara 1, 2, Rondul de seară, Muzicanții, Scara. Portretele surprind același individ misterios. Ochii acestui personaj sunt vag conturați, aproape inexisțenti, pentru că el comunică cu universul la un nivel mult mai adânc decât cel al privirii. Uneori, în tablouri apare clopotul, tocmai pentru a sublinia comunicarea cer-pământ prin sugerarea unei vibrații primordiale. Exista în lucrările lui Coltofeanu un panteism, ecou al lumii sacralizate, al cărui punct de plecare îl constituie respectul pentru tot ceea ce conține universul. „Naturile statice“ valorifică minimalul în incercarea de a oferi o imagine a „fenomenalității fără fenomen“. Piatra, scoica, melcul, carafa sunt simbolurile alese de pictor pentru a sugera ciclicitatea universului, această facere continuă care se petrece în conștiința fiecaruia. Una dintre picturi prezintă cochilii spiralate care stau pe fire de iarbă, punând astfel lumea sub semnul echilibrului în dezechilibru. „Glif universal al temporalității, cum îl numea G. Durand, melcul exprimă permanenta ființei în procesul de devenire. Jocul Ielelor este, poate, cea mai reprezentativă pictură în ceea ce privește puterea artistului de a obține și a oferi revelația prin creație. Tehnica lui Coltofeanu atinge aici o anumită virtuozitate: pânza care îmbracă ființele supranaturale sporește de fapt transparența, iar lumina invaluie misterios peisajul, conferindu-i sacralitate”. (Viorica Buica)
„Dorin Coltofeanu conferă o magnificența de o discreție sobră pânzelor sale, care emană un aer de profundă originalitate, datorat tocmai îndelungilor sale decantari cerebrale, modului în care își condensează gestualitatea artistică, ce se reflectă benefic în demersul său, pe cât de discret și rafinat, pe atât de elocvent și elaborat”. (Dragos Ciobanu)
„Cu alura smerită de dominican și cu aura alamie pe chip, Dorin Coltofeanu este unul dintre ultimii creatori care întruchipează, în arena artelor noastre, virtutea duratei lungi”. (Aurelia Mocanu)

## Lucrări de Dorin Coltofeanu - selectie

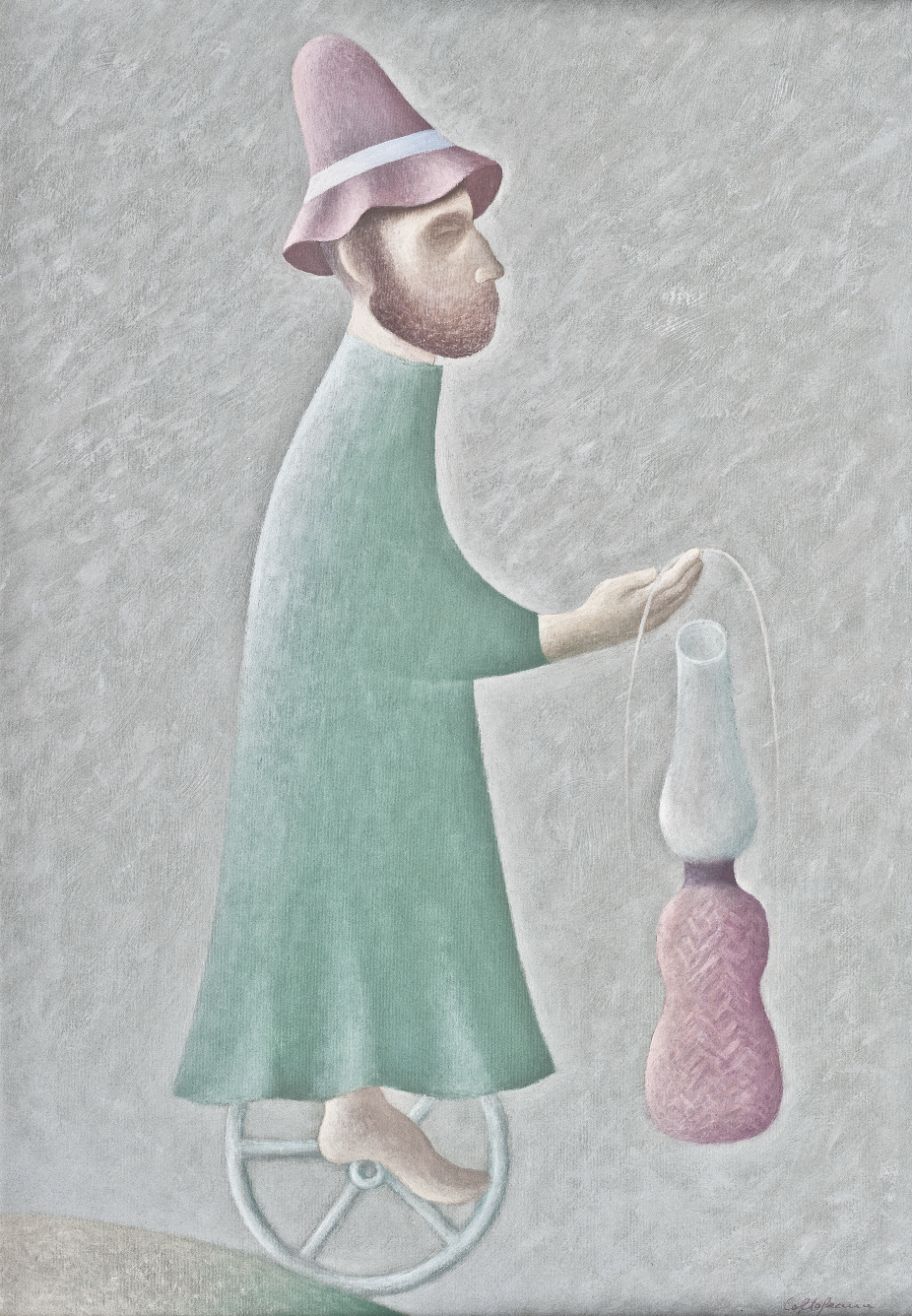
Personaj cu lampa rosie
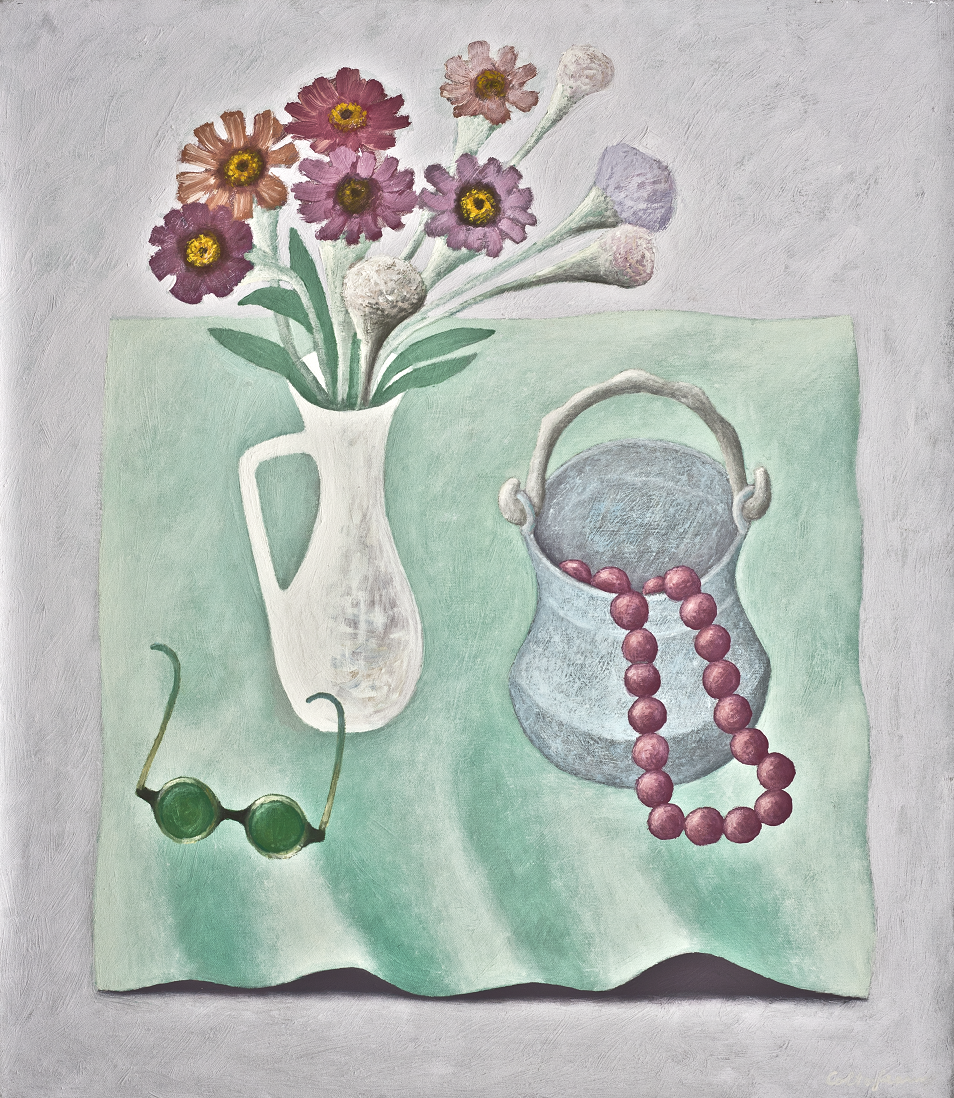
Natura statica cu carciumarese
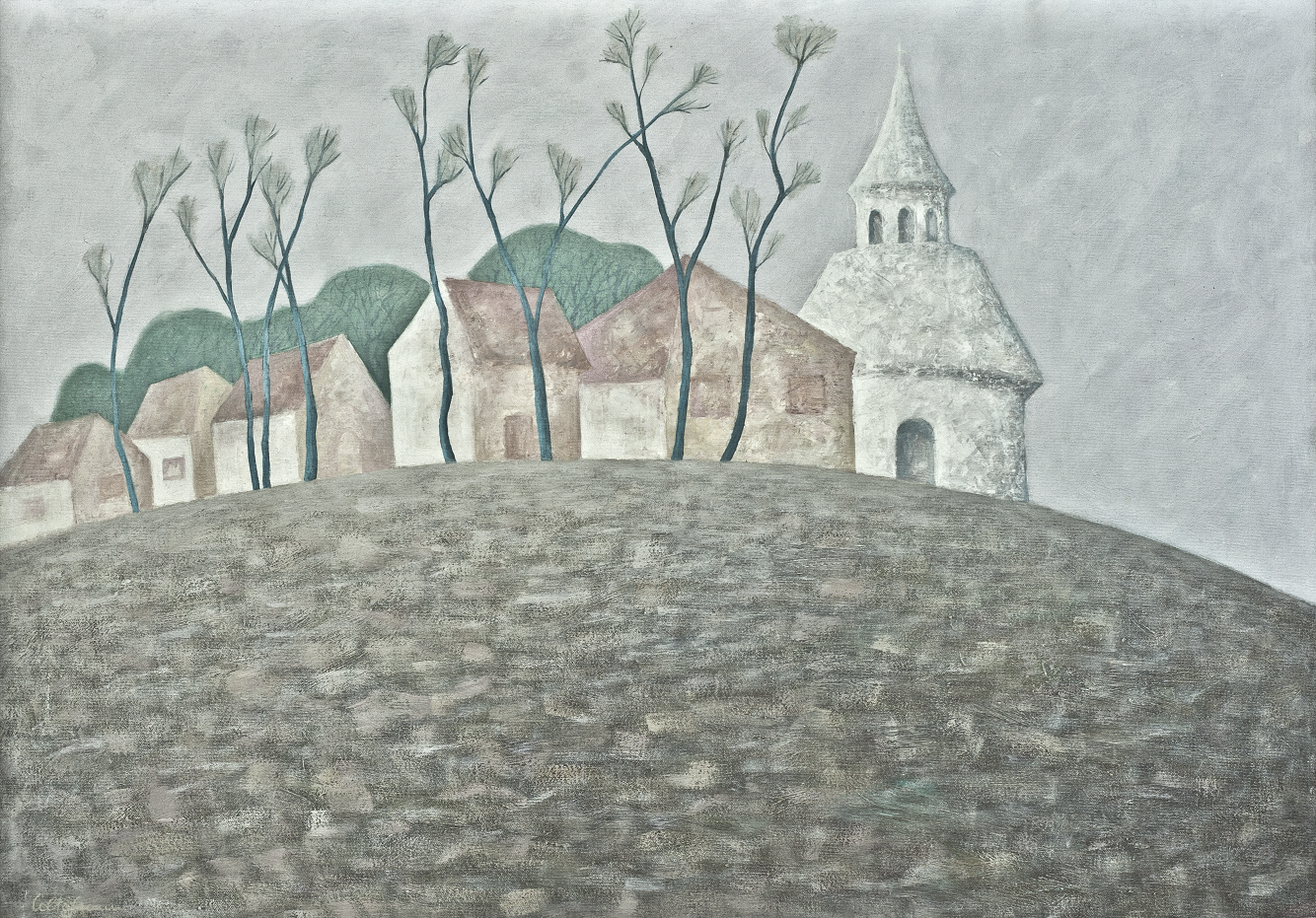
Peisaj cu salcam
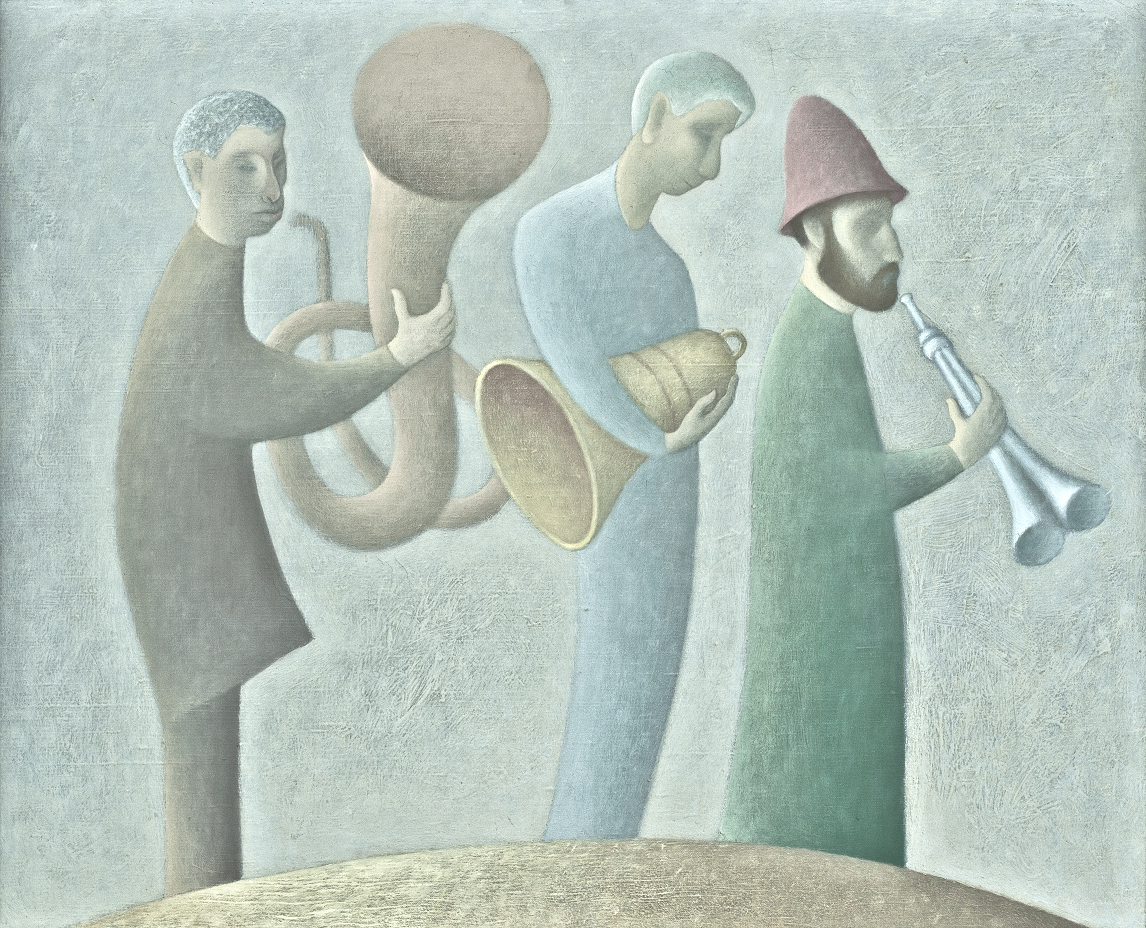
Cantare
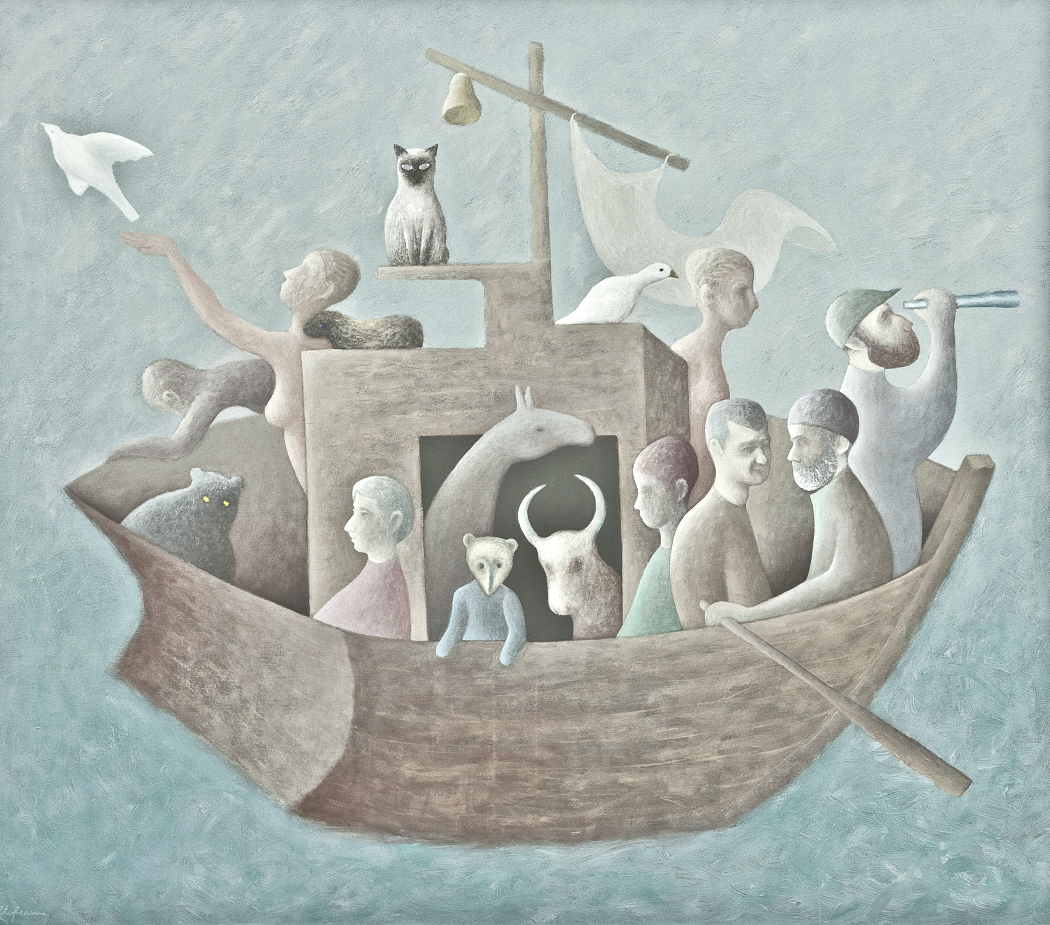
Barca
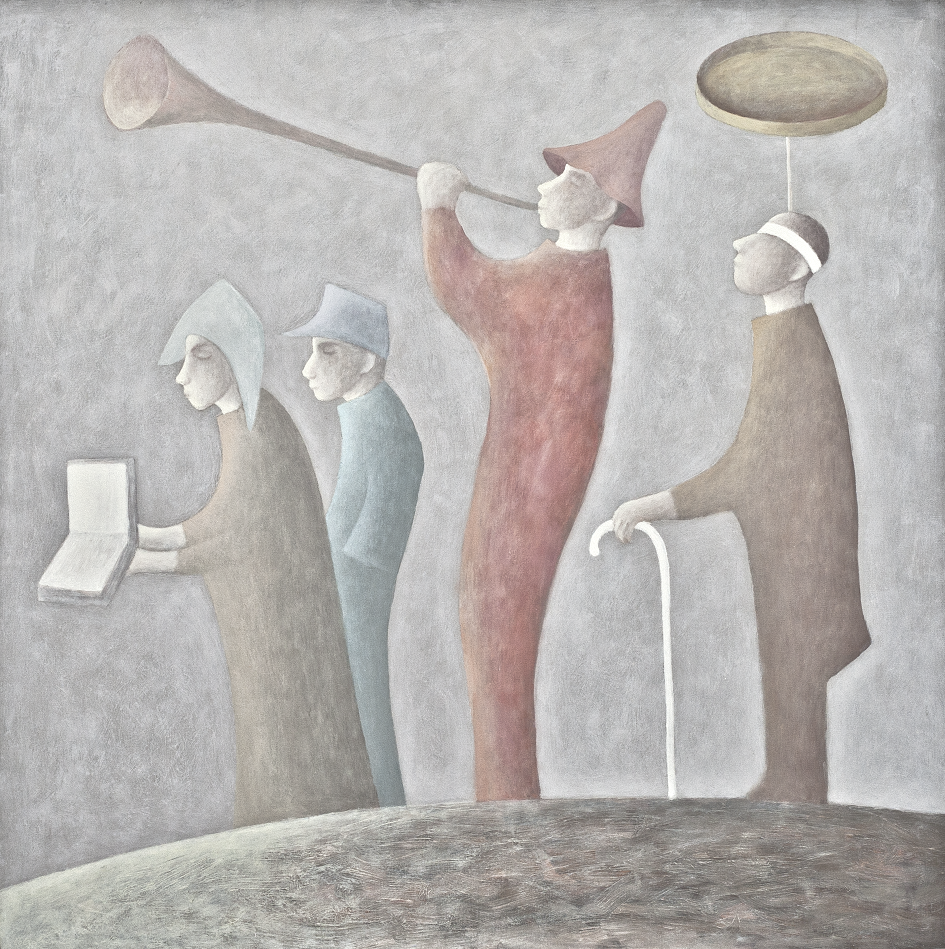
Compozitie cu patru persoane
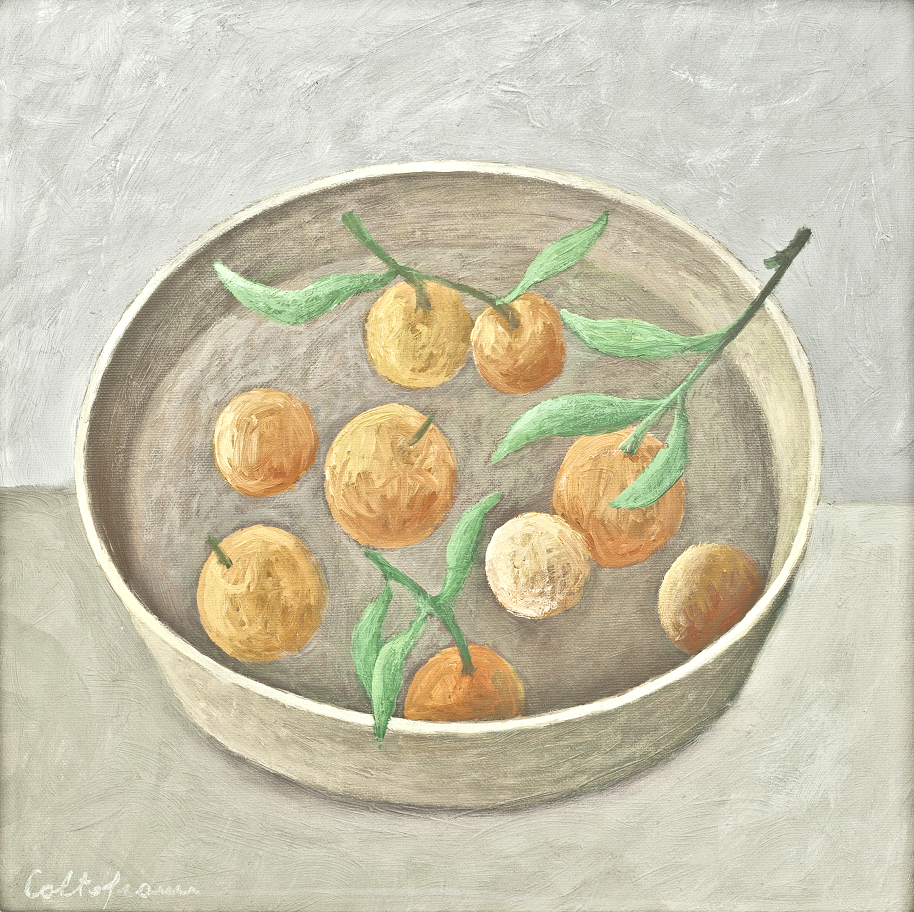
Mandarine
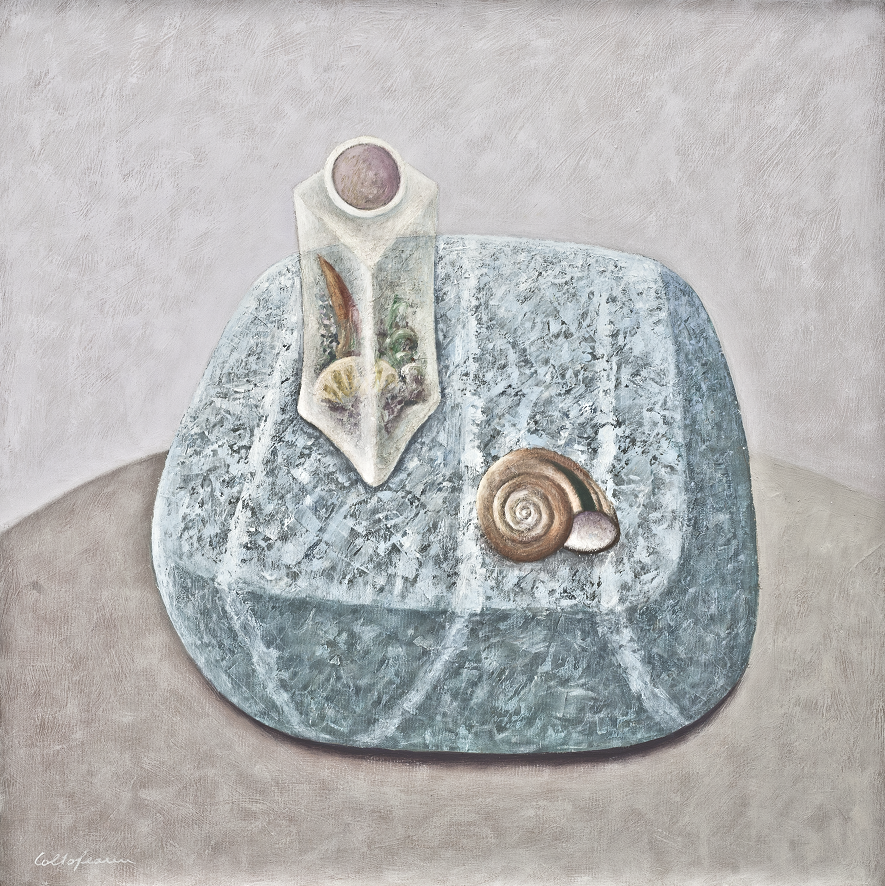
Natura statica cu piatra
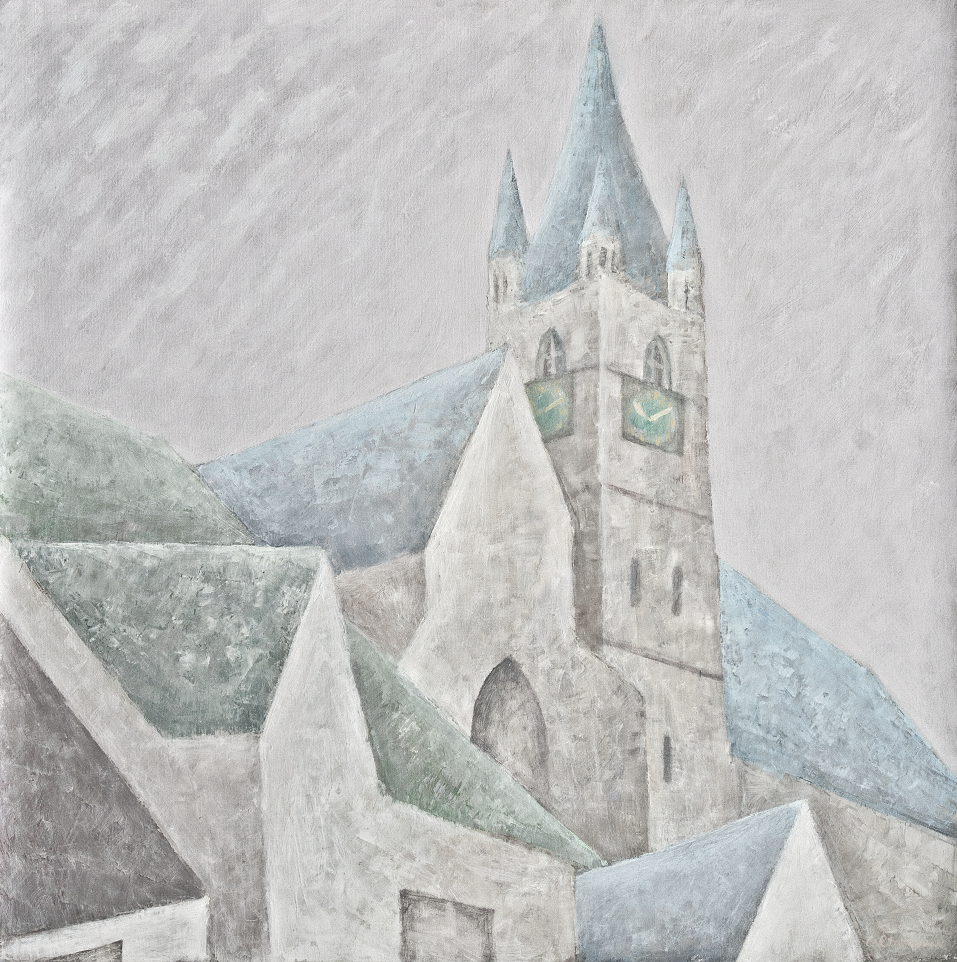
Sibiu